# Кислицький Борис Єлисейович
Борис Єлисейович Кислицький (нар. 1907, місто Конотоп, тепер Сумської області — ?) — радянський військовий, державний і політичний діяч. Депутат Верховної Ради СРСР 1-го скликання.

## Біографія
Народився в 1907 році в Конотопі Чернігівської губернії (тепер Сумська обл. України) в багатодітній єврейській родині. Батько працював шорником Конотопських залізничних майстерень, мати була прачкою.
Трудову діяльність розпочав у дев'ятирічному віці пастухом у залізничному селищі Конотопа. У 1918 році виховувався в дитячому будинку. Після смерті батька, з 1919 року працював чорноробом на залізниці, наймитував у заможних селян.
З 1925 року — молотобоєць, з 1926 до 1929 року — коваль Конотопських залізничних майстерень. У 1926 році вступив до комсомолу.
Два роки навчався у вечірній робітничій школі в Конотопі. З 1929 до 1931 року — слухач робітничого факультету Запорізького машинобудівного інституту. Під час навчання брав участь у будівництві Дніпрогесу.
У 1931—1932 роках — студент Запорізького машинобудівного інституту, закінчив перший курс.
Член ВКП(б) з 1931 року.
З 1932 року — на військовій службі, громадській і політичній роботі. У 1932—1957 роках — курсант Одеського артилерійського училища імені Фрунзе, лейтенант 17-го корпусного артилерійського полку у Вінницькій області (з 1934 року), капітан, майор в артилерійській частині Київського особливого військового округу.
Учасник німецько-радянської війни: командир дивізіону реактивних установок БМ-13 («Катюша») 6-го гвардійського мінометного полку, командир 52-го гвардійського мінометного полку, заступник командувача артилерією з гвардійським мінометним частинами 5-ї ударної армії 1-го Білоруського фронту, у званні полковника в Київському військовому окрузі.
Обирався депутатом Верховної Ради СРСР 1-го скликання від Вінницької області.

## Звання
- капітан
- майор
- підполковник
- полковник

## Нагороди
- орден Леніна (31.05.1945)
- три ордени Червоного Прапора (1942, 15.03.1943, 1953)
- орден Олександра Невського
- орден Суворова ІІ ст. (6.04.1945)
- орден Кутузова ІІІ ст.
- два ордени Вітчизняної війни І ст. (1943, 1985)
- орден Червоної Зірки (22.02.1938)
- медаль «За бойові заслуги» (3.11.1944)
- медаль «За перемогу над Німеччиною у Великій Вітчизняній війні 1941—1945 рр.» (1945)
- медалі